# Åsa-Nisse-marxism
Åsa-Nisse-marxism är en skämtsam term som ibland används för att beskriva ideologin inom Centerns Ungdomsförbund (CUF) under 1970- och 1980-talen, då förbundet förespråkade en mer vänsterinriktad och miljöengagerad politik.
Begreppet lär, enligt författaren Kristian Petri, ha myntats av antikvariatsbokhandlaren Viktor Persson från Uppsala. Bland de aktiva CUF-företrädare som kallades ”Åsa-Nisse-marxister” fanns den tidigare ordföranden i CUF Anders Ljunggren. Den socialdemokratiska partiordföranden Olof Palme karaktäriserade, i en kärnkraftsdebatt i riksdagen den 14 april 1977, den dåvarande centerpartistiske energiminstern Olof Johansson som ”Åsa-Nisse-marxist”.